# Перес, Валдир
Валди́р Пе́рес де Арру́да (порт.-браз. Waldir (Valdir) Peres de Arruda; 2 января 1951, Гарса, Бразилия — 23 июля 2017, Можи-дас-Крузис) — бразильский футболист, вратарь и футбольный тренер. Участник трёх чемпионатов мира, один из лучших голкиперов в истории бразильского футбола. Единственный игрок сборной Бразилии, получивший жёлтую карточку на чемпионате мира 1982. Был женат, трое детей. Дочь — актриса в Нью-Йорке, сын Диого — футболист.

## Карьера

### Клубная
Валдир Перес начал карьеру в клубе «Гарса», затем 3 сезона играл за «Понте-Прету». В 1973 году он перешёл в клуб «Сан-Паулу», где быстро стал одним из лучших голкиперов бразильского футбола и в 1974 году поехал на чемпионат мира в качестве третьего вратаря национальной команды. Первый матч за сборную Валдир провёл год спустя, это была игра 4 октября 1975 года на Кубке Америки против Перу, выигранная бразильцами 2:0. В том же 1975 году Перес выиграл свой первый титул — чемпиона штата Сан-Паулу, в финале турнира в серии пенальти Валдир отбил два первых пенальти соперника «Сан-Паулу», клуба «Португеза Деспортос», в то время как игроки его команды забили все три первых 11-метровых; по окончании сезона Валдир был назван лучшим футболистом Бразилии. Два года спустя Валдир смог повторить свой успех в серии пенальти, на этот раз в финале чемпионата Бразилии.
В 1978 году Валдир потерял место в основе команды, его вытеснил молодой голкипер Тониньо, но в том же сезоне Перес вновь смог завоевать место в основе команды, выиграв свой второй титул чемпиона штата Сан-Паулу. В том же году Валдир поехал на свой второй чемпионат мира, но, как и 4 года назад, на поле не выходил. После этого турнира Переса перестали вызывать в стан национальной команды, и лишь 5 января 1981 года Валдир был вызван в состав сборной на матч с Аргентиной и вышел на поле, заменив травмированного Карлоса Галло, этот выход стал первым для Переса с 19 мая 1976 года.
В 1982 году Валдир поехал в качестве основного голкипера на чемпионат мира. В матче со сборной СССР (2:1) пропустил после дальнего и несильного удара Андрея Баля один из самых курьёзных мячей в истории мировых первенств. На турнире бразильцы дошли до второго группового этапа, в решающем матче которого проиграли итальянцам 2:3, это была первая игра Валдира в сборной, в которой он пропустил более одного гола. Эта игра стала последней для Переса в составе сборной Бразилии. Всего за национальную команду он провёл 30 матчей.
В 1984 году Валдир перешёл в клуб «Америка», затем играл за «Гуарани» и «Коринтианс», «Португеза Деспортос», «Понте-Прета» и «Санта-Круз».

### В сборной
В сборной Бразилии Валдир Перес дебютировал 4 октября 1975 года в матче Кубка Америки 1975 года со сборной Перу, завершившимся со счётом 2:0. В составе сборной Валдир Перес принял участие в трёх чемпионатах мира 1974, 1978 и 1982 годов и Кубке Америки 1975 года. Причём в 1978 году Валдир Перес в составе сборной стал бронзовым призёром чемпионата мира. Своё последнее выступление за сборную Валдир Перес провёл в матче чемпионата мира 1982 года против сборной Италии 5 июля 1982 года, тот матч завершился поражением бразильцев со счётом 2:3. Всего же за сборную Валдир Перес сыграл 27 официальных матчей, в которых пропустил 17 голов, причём 12 матчей Валдир Перес отстоял «на ноль». Также Валдир Перес сыграл за сборную 4 неофициальных матча, в которых пропустил 4 гола.
| №  | Дата            | Соперник       | Счёт | Голы | Турнир                              |
| 1  | 4 октября 1975  | Перу           | 2:0  | -    | Кубок Америки 1975                  |
| 2  | 25 февраля 1976 | Уругвай        | 2:1  | 1    | Кубок Атлантики/Кубок Рио-Бранко    |
| 3  | 27 февраля 1976 | Аргентина      | 2:1  | 1    | Кубок Атлантики/Кубок Рока          |
| 4  | 7 апреля 1976   | Парагвай       | 1:1  | 1    | Кубок Атлантики/Кубок Освалдо Круза |
| 5  | 19 мая 1976     | Аргентина      | 2:0  | -    | Кубок Атлантики/Кубок Рока          |
| 6  | 8 февраля 1981  | Венесуэла      | 1:0  | -    | Отборочный матч к ЧМ 1982           |
| 7  | 14 февраля 1981 | Эквадор        | 6:0  | -    | Товарищеский матч                   |
| 8  | 22 февраля 1981 | Боливия        | 2:1  | 1    | Отборочный матч к ЧМ 1982           |
| 9  | 14 марта 1981   | Чили           | 2:1  | 1    | Товарищеский матч                   |
| 10 | 22 марта 1981   | Боливия        | 3:1  | 1    | Отборочный матч к ЧМ 1982           |
| 11 | 29 марта 1981   | Венесуэла      | 5:0  | -    | Отборочный матч к ЧМ 1982           |
| 12 | 12 мая 1981     | Англия         | 1:0  | -    | Товарищеский матч                   |
| 13 | 19 мая 1981     | ФРГ            | 2:1  | 1    | Товарищеский матч                   |
| 14 | 8 июля 1981     | Испания        | 1:0  | -    | Товарищеский матч                   |
| 15 | 26 августа 1981 | Чили           | 0:0  | -    | Товарищеский матч                   |
| 16 | 28 октября 1981 | Болгария       | 3:0  | -    | Товарищеский матч                   |
| 17 | 26 января 1982  | ГДР            | 3:1  | 1    | Товарищеский матч                   |
| 18 | 3 марта 1982    | Чехословакия   | 1:1  | 1    | Товарищеский матч                   |
| 19 | 21 марта 1982   | ФРГ            | 1:0  | -    | Товарищеский матч                   |
| 20 | 5 мая 1982      | Португалия     | 3:1  | 1    | Товарищеский матч                   |
| 21 | 19 мая 1982     | Швейцария      | 1:1  | 1    | Товарищеский матч                   |
| 22 | 27 мая 1982     | Ирландия       | 7:0  | -    | Товарищеский матч                   |
| 23 | 14 июня 1982    | СССР           | 2:1  | 1    | Чемпионат мира 1982                 |
| 24 | 18 июня 1982    | Шотландия      | 4:1  | 1    | Чемпионат мира 1982                 |
| 25 | 23 июня 1982    | Новая Зеландия | 4:0  | -    | Чемпионат мира 1982                 |
| 26 | 2 июля 1982     | Аргентина      | 3:1  | 1    | Чемпионат мира 1982                 |
| 27 | 5 июля 1982     | Италия         | 2:3  | 3    | Чемпионат мира 1982                 |

Итого: 27 матчей / 17 пропущенных голов; 22 победы, 4 ничьих, 1 поражение.
| № | Дата             | Соперник                             | Счёт | Голы | Турнир            |
| 1 | 21 февраля 1976  | Сборная Федерального Округа Бразилии | 1:0  | -    | Товарищеский матч |
| 2 | 2 июня 1976      | УНАМ Пумас                           | 4:3  | 3    | Товарищеский матч |
| 3 | 23 сентября 1981 | Неофициальная сборная Ирландии       | 6:0  | -    | Товарищеский матч |
| 4 | 19 января 1983   | Сборная штата Риу-Гранди-ду-Сул      | 4:1  | 1    | Товарищеский матч |

Итого: 4 матча / 4 пропущенных гола; 4 победы.

### Тренерская
В 2007 году Валдир Перес возглавил клуб «Витория» из Эспириту-Санту, но быстро был уволен, после чего на протяжении 4-х матчей тренировал клуб «Арагуаина». В 2008 году Перес работал с командами «Уберландия» и «Интернасьонал Лимейра».

## Достижения

### Командные
Сборная Бразилии
- Бронзовый призёр чемпионата мира: 1978
- Обладатель Кубка Рока: 1976
- Обладатель Кубка Освалдо Круза: 1976
- Обладатель Кубка Атлантики: 1976
- Обладатель Кубка Рио-Бранко: 1976

 «Сан-Паулу»
- Чемпион Бразилии: 1977
- Серебряный призёр чемпионата Бразилии (2): 1973, 1981
- Чемпион штата Сан-Паулу (3): 1975, 1980, 1981
- Серебряный призёр чемпионата штата Сан-Паулу (3): 1978, 1982, 1983

 «Коринтианс»
- Серебряный призёр чемпионата штата Сан-Паулу: 1987

 «Санта-Круз» Ресифи
- Чемпион штата Пернамбуку: 1990

### Личные
- Обладатель «Золотого мяча» Бразилии: 1975
- Обладатель «Серебряного мяча» Бразилии: 1975